# ロベルト・プルッツォ
ロベルト・プルッツォ（Roberto Pruzzo，1955年4月1日 - ）は、イタリア・リグーリア州ジェノヴァ県クロチェフィエスキ出身の元サッカー選手、サッカー指導者。ポジションはフォワード。空中戦の強さを活かして多くのゴールを挙げ、同世代ではイタリア最高のストライカーの一人とされ、ASローマ最高の選手の一人とされる。プルッツォのキャリアにおいて、ハードワークをこなし、得点能力の高いセンターフォワードとして知られた。

## 選手経歴

### クラブ
ジェノヴァ県のクロチェフィエスキ出身で、15歳の時、ジェノアCFCのユースチームに入団。チームがセリエAに昇格した1973年、18歳でトップチームに合流し、12月2日のチェゼーナ戦でプロデビューした。初年度は19試合に起用されたが、無得点に終わり、チームはセリエBに降格した。翌1974-75シーズン、セリエBでリーグ戦12得点を挙げた。1975-76シーズンにはセリエBで優勝し、そのシーズンのセリエBの得点王に輝いた。1976-77シーズン、10月3日のASローマ戦でセリエA初得点を挙げた。このシーズン、惜しくもセリエAの得点王には届かなかったが、リーグ戦で18ゴールを決め、フランチェスコ・グラツィアーニに次いでランキング2位となった。1977-78シーズン、キャプテンに就任したが、このシーズンは9得点に終わった。6シーズン在籍したジェノアでは、163試合68得点を記録した。
1978-79シーズン、ユヴェントスとASローマが争奪戦を繰り広げたが、ローマが獲得した。プルッツォは1980年代のイタリアで最も優秀なストライカーとなり、1982-83シーズンにセリエA制覇し、コッパ・イタリアも4度優勝を経験した。セリエA得点王に3度輝き、コッパ・イタリアでも得点王になった。ホームのオリンピコで行われたリヴァプールFCとのUEFAチャンピオンズカップ 1983-84決勝では、ゴールを挙げたがチームはPK戦で敗れた。
1986年のセリエA・USアヴェッリーノ1912戦において、イタリア人としては唯一となる1試合5得点を記録した。ローマでは公式戦318試合で138得点を挙げた。
1989年にACFフィオレンティーナに移籍した。このシーズンのリーグ戦では13試合に出場したのみに終わったが、来シーズンのUEFAカップ出場権をかけた古巣ローマとのプレーオフでは、ステファーノ・ボルゴノーヴォが起用出来ないことから、先発起用された。ロベルト・バッジョのアシストから決勝点を記録し、フィオレンティーナのUEFAカップ出場権獲得に貢献した。この試合を最後に現役を引退した。

### 代表
クラブでの実績にも関わらず、イタリア代表では1978年から1982年に6試合に出場したのみとなっている。1978年9月23日にトルコ戦でフル代表デビュー。イタリアで開催されたEURO1980のメンバーに選出され、イタリアは4位となり、1980 ムンディアリートにも出場した。1982 FIFAワールドカップは代表メンバーから外れ、出場できなかった。

## 指導者経歴
1990年代後半から指導者としてのキャリアをスタートさせ、ヴィアレッジョ、テーラモ、アレッサンドリアの監督を務め、フランコ・センシから新たにマウリツィオ・ザンパリーニがオーナーになったばかりのパレルモ でも監督を務めた。その後、フォッジャ、サンベネデッテーゼでアシスタントコーチを務めた。
2008年12月から2009年3月まで、セリエDのアマチュアクラブのSSDチェントブキで監督を務めた。

## タイトル

### クラブ
ジェノアCFC
- セリエB：1回 (1975-76)

ASローマ
- セリエA：1回 (1982-83)
- コッパ・イタリア：4回 (1979-80,1980-81,1983-84,1985-1986)

### 個人
- セリエA得点王：3回 (1980-81,1981-82,1985-86)
- コッパ・イタリア得点王：1回 (1979-80)[9]
- ASローマ殿堂入り：2012[10]